# Codice Bavaro
Il Codice Bavaro (in latino Breviarium Ecclesiae Ravennatis), è un codice papiraceo che contiene il registro delle investiture concesse dalla chiesa di Ravenna nei secoli VIII, IX e X. È chiamato "Bavaro" perché ora è in possesso della Bayerische Staatsbibliothek.

## Descrizione
Esso contiene 186 documenti che vanno dal VII al X secolo, seppur essi possano essere datati solo a partire dai regni dei successivi arcivescovi di Ravenna, di cui otto portano il nome di Giovanni, mentre per circa un quarto di questi documenti non è possibile attestare una data. 
Il documento fa riferimento ad alcuni eventi storici della città di Ravenna, come il periodo dell'Esarcato d'Italia, la conquista longobarda (anno 751) e la Renovatio Imperii da parte di Ottone III di Sassonia. Inoltre contiene quasi duecento transazioni di beni immobili della Chiesa di Ravenna situati nella Pentapoli bizantina. Infine contiene un gran numero di toponimi medievali, quali Acilianus, Albanianus, Aconianus, Acutianus, Aemilianus, Crossiliacus e Pisuniacus, tra gli altri.

## Edizioni
Nonostante non sia stato frequentemente oggetto di studio come i documenti ravennati che vanno dal V al VII secolo, il Codice Bavaro ebbe numerose ristampe, la prima delle quali si attesta attorno al 1810. Nel 1983 fu redatta la terza edizione, e due anni più tardi ne seguì una quarta edita da Giuseppe Rabotti.